# Maria Gruffman-Rönnlund
Linda Maria Gruffman-Rönnlund, född 20 november 1974, är en svensk före detta friidrottare (höjdhopp).
Hon tävlade för IFK Umeå och vann 1992 SM-guld i höjdhopp på 1,84 meter. Hon tog även brons i ungdoms-OS 1991 på 1,76 meter.